# 라레인 스티븐스

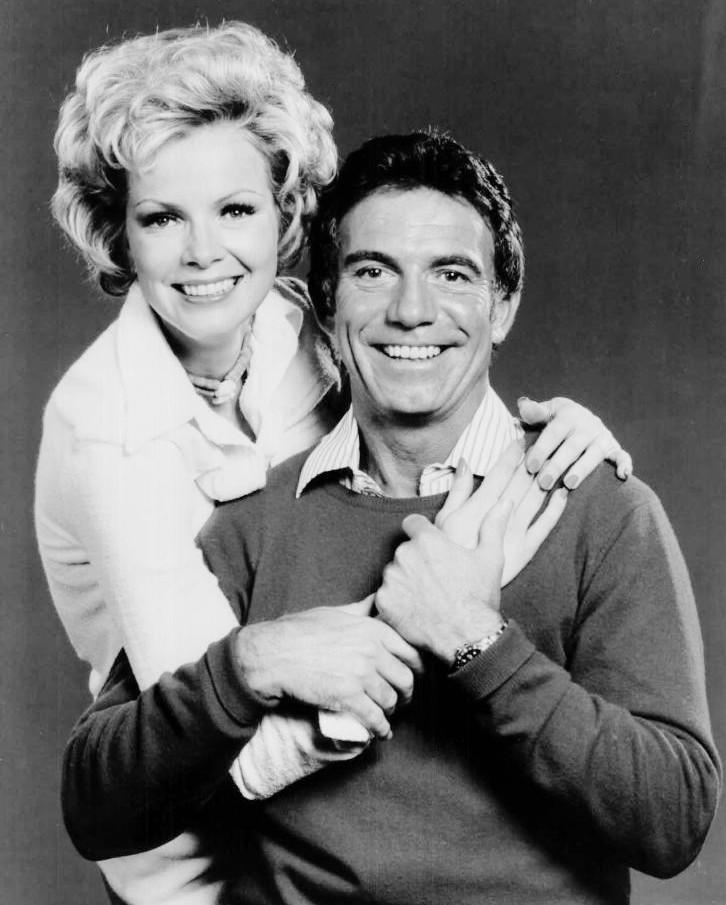

라레인 스티븐스(Laraine Stephens, 1941년 7월 24일 ~ )는 미국의 배우, 텔레비전 배우, 영화배우, 오페라 가수이다.
오클랜드에서 태어났다.

## 영화
- 꿈꾸는 낙원 (1978년)
- 여형사 페페 (1974년)
- 명탐정 바나비 존즈 (1973년)
- 하와이 5-0수사대 (1968년)
- 40 건스 투 아파치 패스 (1967년)